# Gwiazdy typu BY Draconis
Gwiazdy typu BY Draconis – gwiazdy zmienne ciągu głównego późnych typów widmowych (zwykle K lub M). Nazwa gwiazdy bierze się od pierwszego obiektu, w którym odkryto taki charakter zmienności.
Wielkość gwiazdowa zmienia się przez rotację i występowanie plam gwiazdowych na jej powierzchni. Zmiany te zwykle nie są większe, niż 0,5m. Okres zmienności jest równy okresowi obrotu gwiazdy, który, w zależności od samego obiektu, waha się między kilkoma godzinami a kilkoma miesiącami.